# 932 (numero)
Novecentotrentadue (932) è il numero naturale dopo il 931 e prima del 933.

## Proprietà matematiche
- È un numero pari.
- È un numero composto con 6 divisori: 1, 2, 4, 233, 466, 932. Poiché la somma dei suoi divisori (escluso il numero stesso) è 706 < 932, è un numero difettivo.
- È un numero odioso.
- È un numero felice.
- È parte delle terne pitagoriche  (420, 832, 932) , (699, 932, 1165) , (932, 54285, 54293) , (932, 108576, 108580) , (932, 217155, 217157).

## Astronomia
- 932 Hooveria è un asteroide della fascia principale del sistema solare.
- NGC 932 è un galassia spirale della costellazione dell'Ariete.

## Astronautica
- Cosmos 932 è un satellite artificiale russo.